# .45 Auto Rim
.45 Auto Rim, також відомий як 11.5x23R, — фланцевий набій спеціально розроблений для використання у револьверах, які були розроблені під набій .45 ACP.
Компанія Peters Cartridge розробила набій у 1920 для використання у револьвері M1917, велика кількість яких залишилась після Першої світової війни.
До створення набою .45 Auto Rim призвели дві причини які вивили при використанні набоїв .45 ACP у револьверах M1917. Револьвер M1917 використовували з половинною обоймою швидкого заряджання, яка містила три безфланцеві набої .45 ACP. Але коли не використовували обойму швидкого заряджання, безфланцеві гільзи доводилося екстрактувати вручну—або витрушуючи гільзи з барабану, або використовувати шомпол або якийсь стрижень—оскільки екстрактор не міг підхопити їх. Друга проблема полягала у дзеркальному зазорі. У револьверному барабані дзеркальний зазор не був пристосований для використання набою .45 ACP. Набої могли ковзати вперед, що не давало зробити постріл. Додавання фланцю до набою .45 ACP допомогло вирішити ці дві проблеми.

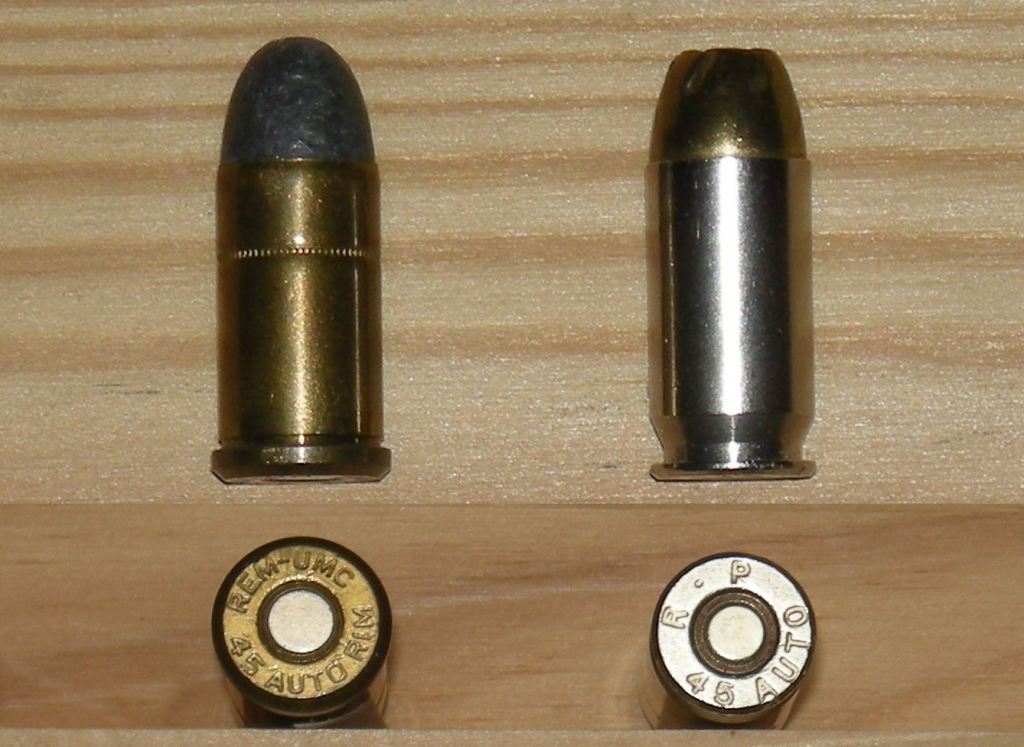
Набої .45 Auto Rim/.45 ACP

Заряд пороху був такий самий, як і стандартних військових набоях .45ACP, але кулі були свинцеві на відміну від повністю оболонкових куль у набоях .45ACP. Це було зроблено для зменшення зносу стволу у револьверах з неглибокими канавками. Гільза .45AR міцніша за гільзу .45ACP і має дещо більший об'єм гільзи, що дозволило збільшити продуктивність.. Продуктивність набою, аналогічну стандартному навантаженню під тиском в старіших револьверах під великі набої, наприклад .45 Colt.
Зараз набій випускає компанія Corbon у своїх серіях DPX та Performance Match, а також його випускають компанії Georgia Arms and Buffalo Bore Ammunition.